# Friedrich von der Decken (Generalleutnant)
Friedrich (Fritz) Arnold Eberhard von der Decken (* 8. August 1860 in Lindhoop; † 10. Oktober 1929 in Dresden) war ein sächsischer Generalmajor.

## Leben und Wirken
Er war Angehöriger der Linie Oerichsheil des niedersächsischen Adelsgeschlechts von der Decken. Seine Eltern waren der preußische Forstmeister Ludwig von der Decken und dessen Ehefrau Marie, geborene von Grävemeyer aus dem Hause Bemerode.
Fritz von der Decken trat 1881 als Kadett oder Soldat in die Sächsische Armee ein und avancierte 1882 zum Unteroffizier, sowie im gleichen Jahr noch zum Fähnrich. 1883 erhielt er seine Beförderung zum Leutnant und 1889 die zum Oberleutnant. Sein Aufstieg zum Hauptmann erfolgte 1894 und 1905 der zum Major. 1905 war er Adjutant bei der 4. Division Nr. 40.
Er übernahm als Generalmajor das Kommando über die am 3. Mai 1917 neugebildete 96. Infanterie-Division (6. Königlich Sächsische).
1895 heiratete er in Dresden Dorothee Schumann (1865–1940). Aus der Ehe gingen drei Töchter hervor.